# Tutankhamen cristatipes
Tutankhamen cristatipes is een krabbensoort uit de familie van de Parthenopidae. De wetenschappelijke naam van de soort werd in 1880 voor het eerst geldig gepubliceerd door Alphonse Milne-Edwards als Mesorhoea cristatipes.